# 마리오 라이터 (스키 선수)
마리오 라이터(독일어: Mario Reiter, 1970년 11월 5일~)는 오스트리아의 은퇴한 알파인 스키 선수이다. 1998년 동계 올림픽 남자 복합 부문에서 금메달을 획득하였다. 또한 세계 알파인 스키 선수권 대회에서 은메달 1개, 동메달 1개를 획득했다.